# Helmut Schubert (Werkstoffwissenschaftler)
Helmut Schubert (* 3. Oktober 1951; † 14. März 2012) war ein deutscher Werkstoffwissenschaftler.

## Leben
Helmut Schubert studierte von 1974 bis 1980 an der RWTH Aachen und wurde 1987 an der Universität Stuttgart zum Dr. rer. nat. promoviert. Nach Tätigkeit am Max-Planck-Institut für Metallforschung in Stuttgart übernahm er 1995 die Leitung des Fachgebiets Keramik der Fakultät Prozesswissenschaften an der Technischen Universität Berlin.
Als Prodekan und Dekan für Studium und Lehre war er wesentlich an der Entwicklung der Bachelor- und Masterstudiengänge seiner Fakultät beteiligt. Er war Ombudsmann der TU Berlin und leitete die Kommission für Forschung und wissenschaftlichen Nachwuchs des Akademischen Senats.
Mit der Gründung des Exzellenzclusters Unifying Concepts in Catalysis im Jahr 2007 gehörte Schubert zu dessen Kernteam.
Zu seinen Forschungsschwerpunkten gehörten neben der Keramischen Prozesstechnik und dem Katalysatordesign auch das Design biomedizinischer Materialien.